# Пойнт-Бейкер (гидроаэропорт)
Гидроаэропорт Пойнт-Бейкер (англ. Point Baker Seaplane Base), (ИАТА: KPB, FAA LID: KPB) — государственный гражданский гидроаэропорт, расположенный в населённом пункте Пойнт-Бейкер (Аляска), США.

## Операционная деятельность
Гидроаэропорт Пойнт-Бейкер расположен на высоте уровня моря и эксплуатирует одну взлётно-посадочную полосу, предназначенную для приёма гидросамолётов:
- N/S размерами 1219 x 76 метров.

За период с 31 декабря 2006 года по 31 декабря 2007 года Гидроаэропорт Пойнт-Бейкер обработал 330 операций взлётов и посадок самолётов (в среднем 27 операций ежемесячно), из них 91 % пришлось на рейсы аэротакси и 9 % — на авиацию общего назначения.